# Zofia Czarnkowska Opalińska
Zofia Czarnkowska Opalińska (numită și Sofia Anna Czarnkowska sau Catherine-Sophie-Anne Czarnkowska) (n. 12 martie 1660, Poznań, Polonia – d. 12 decembrie 1701, Wrocław, Țările Coroanei Boeme) a fost o nobilă poloneză, cunoscută drept bunica maternă a reginei Franței, Maria Leszczyńska.

## Biografie
Era fiica lui Adam Uriel Czarnkowski și Teresa Zaleska. S-a căsătorit cu Jan Karol Opaliński la 4 decembrie 1678. Copii lor au fost: Maria (august 1679 – octombrie 1679), Catherine (Katarzyna) Opalińska, regina Poloniei (1680–1743), un copil născut mort (1681) și Stanislas (1682–1682). Ea a devenit bunica lui Maria Leszczyńska (care va fi regina consoartă a Franței, căsătorită cu Ludovic al XV-lea al Franței) și a Annei Leszczyńska.
Ea a murit la 8 decembrie 1701 de pneumonie, la vârsta de 41 de ani, la Breslau (azi Wrocław).

## Moștenire
Un monument a fost ridicat în 1748 în biserica din Sieraków. Cripta dintr-un castel din apropiere conține sarcofagul familiei Opaliński.